# Маршалк, Николаус
Николаус Маршалк (нем. Nicolaus Marschalk, лат. Nicolaus Marescalcus Thurius; 1470, Росла — 12 июля 1525, Росток) — немецкий филолог, правовед, историк и гуманист.

## Жизнь и труды
Родился в местечке Росла (нем. Rossla) в Тюрингии, некоторые свои произведения подписывал позже псевдонимом «Туриус» (лат. Thurius). Учился в университетах в Лёвене (ныне — Бельгия) и в Гейдельберге. В 1496 году получил в университете Эрфурта степень магистра, затем — бакалавра.
В 1499 году вместе с Вольфгангом Шенком основал первую в Эрфурте типографию. В 1500 году разделил мекленбургские погребальные памятники на две группы: на простые погребения в урнах, принадлежавшие подданным, и на мегалитические сооружения и курганы, принадлежавшие знати, но только в XIX веке эти различия стали для учёных основой для выводов о социальном делении общества. В 1501 году открыл собственную типографию, издав работы «Orthographia», «Grammatica Exegetica», «Enchiridion Poetarum Clarissimorum».
В 1502 году был приглашён в университет Виттенберга, основанный курфюрстом Саксонии Фридрихом Мудрым. Покинув Виттенберг в 1505 году, вскоре переехал в Мекленбург, где поступил на службу к герцогу Генриху V и стал советником при дворе. Около 1510 года поступил в университет Ростока, где до него преподавал Альберт Кранц. В 1514 году основал в Ростоке собственную типографию, в которой печатались книги на иврите, латинском и греческом. Одним из первых ввёл преподавание в Северной Германии греческого языка и первым стал печатать там ноты.
В 1520 году составил «Хронику Мекленбургских правителей» (нем. Chronicon der mecklenburgischen Regenten), изданную в 1739 году в Лейпциге и основанную, главным образом, на рифмованной хронике Померании Эрнста фон Кирхберга (1378).
В 1521 году также издал на латинском языке генеалогический труд «Анналы герулов и вандалов» (лат. Annalium Herulorum et Vandalorum), украшенную многочисленными иллюстрациями и мекленбургским гербом с подписью «Arma Herulorum, sive Megapolensium». Предисловие к изданию написал сам герцог Генрих V. Однако, Маршалк был уличён и в фальсификациях генеалогических данных, дабы связать родословные представителей царствующего Мекленбургского дома с Александром Великим. В частности им выдуман был легендарный предводитель ободритов Anthyrius, правивший якобы в III веке до н. э., а сами вандалы назывались народом, родственным бодричам, «руссам» и герулам, что, впрочем свойственно было современной ему немецкой историографии (ср. название труда Альберта Кранца «Вандалия» (1519), посвящённого истории балтийских славян-вендов).